# Gustav Jacoby
Gustav Jacoby (* 24. Dezember 1895 in Wiesbaden; † 25. Mai 1939 in Berlin (?)) war ein deutscher Humorist und Vortragsmeister.

## Leben und Wirken
Er war ein Sohn des Lustspieldichters Wilhelm Jacoby, dessen Posse “Pension Schöller” noch heute gespielt wird. Ursprünglich sollte er eine Kaufmannslehre bei einer Sektkellerei antreten, doch ihn zog es zur Bühne. Er bekam eine Volontärstelle beim Frankfurter Schauspielhaus. Danach folgten Engagements in Bad Homburg, im Seebad Binz und in Putbus auf der Insel Rügen. 1917 wurde er eingezogen und trat in Fronttheatern auf.
Einer misslungenen Klassikeraufführung nach dem Ende des Ersten Weltkrieges, bei der er vernichtend kritisiert wurde, verdankte Jacoby den Wechsel ins humoristische Fach. Von da an unterhielt er bei Vortragsabenden sein Publikum mit eigenen Conférences und war dabei so erfolgreich, dass er bald zu einem Großen der Kleinkunst aufstieg.
Er debütierte 1924 am Berliner Rundfunk. Richtig bekannt aber machten ihn die »Lustigen Abende« bei der WERAG, der Vorläuferin des Westdeutschen Rundfunks, bei denen er als Conférencier wirkte. Doch gastiert er auch an anderen deutschen Sendern und Bühnen, so z. B. am Deutschen Theater in München oder in der Berliner “Scala”.
Die Kritik der zeitgenössischen Presse zeichnete ihn mit Prädikaten wie „starke künstlerische Persönlichkeit“, „geistreicher, launiger Plauderer“ und „großer Vortragsmeister“ aus, ja nannte ihn gar einen „echten Causeur“ und „wahrhaften Bohemien“. Hervorgehoben wurden seine „reiche Skala an Modulation“ und seine „hervorragende Sprachtechnik“.
Seine Spezialität waren launige Plaudereien und mundartliche Spaziergänge durch die Landschaften des Reiches, deren Dialekte er meisterhaft beherrschte: „Zu den bekanntesten Nummern, die Jacoby vortrug, gehörte die ‘Darstellung landsmännischer Typen in Ausdruck und Gebärde’ “. Mit Monokel und Zigarre, seinen unvermeidlichen Kennzeichen, auftretend, zählte er zu den beliebtesten Humoristen im Deutschland der 1930er Jahre. Ende 1938 zwang ihn schwere Krankheit zur Aufgabe seines Berufes. Er starb im Alter von 44 Jahren.
Für Lindströms Odeon-Etikett nahm er in der 2.Hälfte der 1920er Jahre eine Reihe von Grammophonplatten auf, die seine Stimme der Nachwelt erhalten haben.

## Tondokumente (Beispiele)
- Odeon O-2049 a (mx. be 5010) Humor vom Rhein, 1. Teil
- Odeon O-2049 b (mx. be 5011) dto., 2. Teil [Herbst 1926]

- Odeon O-2167 a (mx. Be 5686) Das war in Heidelberg in blauer Sommernacht. Lied (H.Krome - W.Weiß)
- Odeon O-2167 b (mx. Be 5687) Berlin, Berlin (H.Hauptmann - G.Hochstötter)
- „Gustav Jacoby Vortragsmeister. Mit Instrumentaltrio.“[10]

- Odeon O-2564 a (mx. Be 5682) Sächsische Geschichtsstunde (G.Jacoby)
- Odeon O-2564 b (mx. Be 5683) Das Verhör (G.Jacoby) [Frühjahr 1927][11]

- Odeon O-11 120 a (mx. Be 8542) Der Zauber von Düsseldorf am Rhein (K.Blume - G.Jacoby)
- Odeon O-11 120 b (mx. Be 8543) Ja wir vom Rhein! (K.Blume - G.Jacoby)

- Odeon O-11 122 a (mx. Be 8547) Mir ächte Määnzer, 1. Teil
- Odeon O-11 122 b (mx. Be 8548) dto., 2. Teil [Herbst 1929]

## Schriften
- Lacht euch gesund! Selbstverlag, 1930.[12]
- Lustige Jacoby-Kinder. Humoristische Vorträge mit Textzeichngen von Richard Bloos. Selbstverlag, [1931]. DNB 574067191